# アメリカアリゲーター
アメリカアリゲーター（Alligator mississippiensis）は、アリゲーター属に分類されるワニの一種。別名はミシシッピワニ。

## 分布
アメリカ合衆国（アーカンソー州南部、アラバマ州、サウスカロライナ州、ジョージア州、テキサス州、ノースカロライナ州、フロリダ州、ミシシッピ州、ルイジアナ州）。固有種。

## 形態
全長は雄で通常400cm程、最大で580cmの記録がある。口吻はやや長く、吻端は扁平かつ幅広く丸みを帯びる。口吻のキールは発達しない。頸鱗板は4枚。体色は緑がかった黒褐色。
前肢には指の半分くらいまで、後肢で趾の先まで水かきがある。
幼体は背面に黄色い横縞が入る。

## 生態

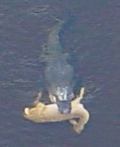
鹿を捕えたアメリカアリゲーター

沼沢地などに生息する。冬季に気温が低下する地域の個体群は冬眠する。
食性は動物食で、主に魚類を食べるが、カメ、鳥類、小型哺乳類、昆虫、甲殻類、貝類なども食べる。大型個体ではシカやイノシシ、クマやピューマを襲った記録もある。
繁殖形態は卵生。6-7月に土、枯草、落ち葉などを集めて塚状の巣を作り、20-60個の卵を産む。卵は50-60日で孵化する。性染色体を持たず、発生時の温度により雌雄が決定（温度依存性決定）し、(ほとんどのワニはそうだが)32℃以上はオス、30℃以下の場合はメスになる。メスは卵や幼体を翌年の春（1年以上保護することもあり）まで保護する。生後8年で性成熟する。
野生下の寿命は35～50年程度である。

## 人間との関係
性質は基本的に温和でおとなしいが、ペットを捕食したり、まれに人間を襲うこともある。
開発による生息地の破壊、水質汚染、皮目的の乱獲などにより生息数は激減した。1967年に絶滅危惧種に指定され、アメリカ合衆国では1973年に法的に保護の対象とされている。生息数の調査や監視活動、狩猟や皮革流通の許可制などの保護対策が進められた。皮革の需要低下などもあり、生息数は回復している。1987年に絶滅危惧種の指定から外され、ミシシッピ州では2005年から許可制で狩猟を認めている。
2020年5月23日、ロシアのモスクワ動物園は、アメリカアリゲーターの「サターン」が84歳で死亡したと発表した。アメリカアリゲーターは野生下で50歳を超えることがほとんどないため、84歳は「立派な年齢」だという。サターンはアメリカ生まれで、ドイツのベルリンの動物園で飼われていたが、第二次世界大戦下の1943年に空襲を受けた後に脱走、1946年にイギリス軍兵士に発見され、当時のソビエト連邦に引き渡された。ソ連では、ヒトラーが個人的に収集した動物だったとのうわさが広まったという。サターンはダーウィン博物館で剥製にされ、一般公開される予定である。